# Moto G22
Motorola Moto G22 это серия смартфонов на системе Андроид разработанная Motorola Mobility, дочерней компанией Lenovo.

## Дизайн
Задняя панель телефона сделана из пластика с глянцевой отделкой. Он весит 185 г и имеет толщину в 8.49 мм. It comes with a type-C charging Port, 3.5mm audio jack and has a microSD card slot. У него 6.5 дюймовый LCD дисплей с 720p разрешением. Средняя пиковая яркость телефона составляет 500 нит, с частотой обновления экрана 90 Hz.

## Аппаратное обеспечение
Moto G22 is powered by a MediaTek chipset- Helio G37 and comes with Android 12. The phone features a 50MP primary camera with a f/1.8 aperture. It is supported by an 8MP wide-angle sensor, 2MP macro sensor, and a 2MP depth sensor. The phone has a 5000 mAh battery with 20W charging.